# Signal Fire
Signal Fire – ballada rockowa zespołu Snow Patrol, napisana na potrzeby filmu Spider-Man 3, który swoją premierę miał 4 maja 2007 roku. Można było ją usłyszeć podczas końcowych napisów filmu. 7 maja 2007 roku utwór został wydany jako singel w Wielkiej Brytanii. „Signal Fire” uważana jest za główną piosenkę ścieżki dźwiękowej do Spider-Man 3.
Teledysk piosenki został nakręcony przez Paula McGuigana i ukazywał dzieci, które przedstawiały dwa pierwsze filmy Spider-Man, Spider-Man (2002) oraz Spider-Man 2 (2004), w scenicznych wersjach.
Piosenka zadebiutowała na miejscu 65. amerykańskiej listy Billboard Hot 100. W Wielkiej Brytanii „Signal Fire” ostatecznie uplasowała się na miejscu 4. – najwyższym, jakie zespół zdołał dotychczas zająć w tym kraju.

## Lista utworów
Singiel CD (Wlk. Brytania, Irlandia)
1. „Signal Fire” – 4:29
2. „Wow” (Eddy TM Loser Remix) – 5:39

Promo CD (Wlk. Brytania)
1. „Signal Fire” (edycja radiowa) – 3:57

Singiel CD (Australia)
1. „Signal Fire” – 4:27
2. „Chocolate” (na żywo) – 3:03
3. „Run” (na żywo) – 5:38
4. „Spitting Games” (na żywo) – 4:17

Promo CD (USA)
1. „Signal Fire” (edycja radiowa) – 3:57

## Notowania
| Kraj/Lista                            | Pozycja |
| ------------------------------------- | ------- |
| Irlandia (Irish Singles Chart)        | 2       |
| Wielka Brytania (UK Singles Chart)    | 4       |
| Australia (ARIA)                      | 22      |
| Szwajcaria (Swiss Singles Chart)      | 48      |
| Stany Zjednoczone (Billboard Hot 100) | 65      |